# Prelesje (gmina Šentrupert)
Prelesje – wieś w Słowenii, w gminie Šentrupert. W 2018 roku liczyła 133 mieszkańców.